# Vjatskije Poljany
Vjatskije Poljany (ruski: Вя́тские Поля́ны) je grad u Kirovskoj oblasti u Rusiji.

## Zemljopisni položaj
Nalazi se na desnoj obali Vjatke, 350 km jugoistočno od Kirova, na 56°13'26" sjeverne zemljopisne širine i 51°3'48" istočne zemljopisne dužine.

## Povijest
Osnovan je 1596.
Status naselja gradskog tipa je dobilo 1938.
Gradski status ima od 1942. godine.

## Stanovništvo
2002.: 40.282 (popis)
1989.: 44.513 (popis)

## Vanjske poveznice
- Lokalna wikipedija[neaktivna poveznica] (na ruskom)